# Odontobatrachidae
Odontobatrachidae is een familie van kikkers (Anura). De groep werd voor het eerst wetenschappelijk beschreven door Michael F. Barej, Andreas Schmitz, Rainer Günther, Simon P. Loader, Kristin Mahlow en Mark-Oliver Rödel in 2014. In veel literatuur is deze groep nog niet bekend.
Alle soorten komen voor in Afrika en leven in de landen Ivoorkust, Liberia, Guinea en Sierra Leone. De kikkers zijn te vinden van laaglanden op zeeniveau tot hoger gelegen gebieden op een hoogte van 1400 meter boven zeeniveau. De habitat bestaat uit beboste stroompjes in de heuvelige delen van het verspreidingsgebied.

## Taxonomie
Familie Odontobatrachidae
- Geslacht Odontobatrachus

Allophrynidae · 
Alsodidae · 
Alytidae · 
Aromobatidae · 
Arthroleptidae · 
Myobatrachidae · 
Batrachylidae · 
Blaasoppies · 
Bombinatoridae · 
Boomkikkers · 
Brachycephalidae · 
Calyptocephalellidae · 
Ceratobatrachidae · 
Ceratophryidae · 
Conrauidae · 
Craugastoridae · 
Cycloramphidae · 
Dicroglossidae · 
Echte kikkers · 
Eleutherodactylidae · 
Fluitkikkers · 
Glaskikkers · 
Gouden kikkers · 
Graafkikkers · 
Hemiphractidae · 
Hylodidae · 
Knoflookpadden · 
Limnodynastidae · 
Megophryidae · 
Mexicaanse gravende padden · 
Micrixalidae · 
Microhylidae · 
Nasikabatrachidae · 
Nieuw-Zeelandse oerkikkers · 
Nyctibatrachidae · 
Odontobatrachidae · 
Odontophrynidae · 
Padden · 
Pelodytidae · 
Petropedetidae · 
Phrynobatrachidae · 
Pijlgifkikkers · 
Ptychadenidae · 
Pyxicephalidae · 
Ranixalidae · 
Rhinodermatidae · 
Rietkikkers · 
Scaphiopodidae · 
Schuimnestboomkikkers · 
Seychellenkikkers · 
Spookkikkers · 
Staartkikkers · 
Telmatobiidae · 
Tongloze kikkers